# فرینگتون گرنی
فرینگتون گرنی (به انگلیسی: Farrington Gurney) یک روستا و محله مدنی در بریتانیا است که در باث و سامرست شمال‌شرقی واقع شده‌است. فرینگتون گرنی ۹۰۱ نفر جمعیت دارد.